# Ратман
Ра́тман (нім. Ratmann від Rat (рада) та Mann (людина)) — виборна особа міських магістратів (ратуш) й управ благочинія у Російській імперії XVIII–XIX ст.. У 1721–1728 і 1743–1775 рр. — молодший радник в органах міського станового самоврядування (магістратах, ратушах).
Згідно з «Регламентом або статутом Головного магістрату» 1721 р. ратмани обиралися під наглядом губернаторів і воєвод з міських верхів. В «Табелі про ранги всіх чинів, військових, статських і придворних» 1722 р. ратмана відносили до XII класу (з 14- наявних тоді). По «Установах для керування губерніями» «1775» року — член станових міських судів, губернських і міських магістратів, а також ратуш; він обирався мешканцями міста. Два ратмани, що обираються городянами, засідали в поліцейському органі губернського міста або столиці — управі благочинія, заснованої «Статутом благочинія» 1782 року.
Ратмани існували в магістратах і ратушах до судової реформи 1864 р., а в управах благочинія — під час закриття їх в 2-й пол. XIX ст..